# Protesta de mineros bolivianos de 2007
Las protesta de mineros bolivianos de 2007 iniciaron a principios de 2007 cuando los miembros de las cooperativas mineras de Bolivia salieron a las calles para protestar contra un impuesto propuesto por el gobierno de Evo Morales. La gravedad de la situación se agravó cuando algunos lanzaron cartuchos de dinamita encendidos.

## Antecedentes
Los yacimientos minerales de Bolivia son propiedad del Estado. El gobierno explota minas en algunas zonas a través de la empresa minera estatal Corporación Minera de Bolivia. Las cooperativas sólo pueden explotar si reciben una concesión del gobierno central. Previo acuerdo, también se pueden otorgar concesiones a empresas mineras internacionales como las estadounidenses Coeur d'Alene Mines y Apex Silver Mines, Ltd. En octubre de 2006, los mineros cooperativos estuvieron involucrados en actos de violencia con mineros del sector estatal por el control de una mina de peltre que provocó 16 muertes. Parte del aumento de impuestos del ICM es para financiar la contratación de más mineros cooperativos en la empresa minera estatal COMIBOL en un intento de garantizar que dicha violencia no se repita.

## Respuesta al impuesto propuesto
El martes 6 de febrero de 2007, partes de la región boliviana de La Paz quedaron paralizadas cuando 20.000 mineros salieron a las carreteras y calles para protestar por un aumento del Impuesto Complementario a la Minería (ICM) por parte del gobierno de Evo Morales. Los mineros procedían de pequeñas cooperativas independientes, muchas de las cuales todavía extraen minas con martillos y cinceles.

## La marcha de protesta
Los mineros que protestaban arrojaron dinamita y se enfrentaron con los transeúntes. La marcha continuó hacia la capital boliviana, y la dinamita provocó "explosiones estruendosas que resonaron por las calles". El periódico estatal ABI dijo que el lanzamiento de dinamita se realizó “al mismo tiempo y en lugares donde los niños terminaban su jornada escolar”. La policía confiscó “unos 284 cartuchos de dinamita, junto con cientos de detonadores y rollos de mecha”, todos los cuales están abierta y fácilmente disponibles para la venta en Bolivia. Las explosiones hirieron a 2 policías.

## Posiciones políticas

### Gobierno de Morales
El gobierno de Evo Morales había implementado un aumento de impuestos porque esperaba recuperar 83 millones de dólares en impuestos mineros no pagados. El gobierno también está buscando aumentar estos ingresos fiscales "hasta 300 millones de dólares" debido al aumento de la demanda internacional de sus recursos naturales. Evo Morales también ha declarado que su objetivo es nacionalizar todo el sector minero de Bolivia, para lo cual este aumento de impuestos se considera un primer paso. El gobierno de Morales había mantenido que el "aumento de impuestos sería relativamente menor para las cooperativas". El gobierno de Morales había intentado evitar la manifestación anunciando el 5 de febrero de 2007 que el aumento de impuestos no estaba dirigido a los 50.000 mineros que son miembros de las cooperativas sino a las empresas mineras privadas más grandes. Su gobierno anunció que los impuestos de las cooperativas serían "congelados en los niveles actuales hasta nuevo aviso". Esto no disuadió a los miles de manifestantes que ya se habían reunido cerca de la capital en la ciudad menos próspera de El Alto.

### Mineros
Los mineros ven el impuesto como un esfuerzo para controlar sus vidas. Su fuerte apoyo fue uno de los factores que llevaron a la victoria de Evo Morales en 2005 y en el pasado han sido fundamentales para provocar la renuncia de presidentes bolivianos. Además de corear, silbar y lanzar explosivos, los mineros también exigían la renuncia del Ministro de Minería de Bolivia, Guillermo Dalance. Exigieron que el gobierno "se centre en los comerciantes de minerales que compran y venden su mineral" y no en su trabajo. La posición de los mineros fue defendida por el líder de la Federación Nacional de Cooperativas Mineras (Fencomin), Andrés Villca, quien dijo a los medios de comunicación "Hemos pedido al gobierno que no imponga este impuesto. En cambio, le hemos pedido que busque una manera de controlar la venta de los minerales, que es la parte fundamental". Declaró que nunca permitirían un aumento del 20% en el impuesto ICM. Villca manifestó “Estamos protestando contra el impuesto complementario a la minería que nos quiere cobrar el Ministro de Minas, además del porcentaje que ya nos está quitando”. Villca también dijo a los periodistas que la “lucha de los cooperativistas mineros va más allá del mismo Impuesto Complementario a la Minería”, ya que además se oponen a disposiciones del Código de Minería, que no especifican áreas que se pueden arrendar para concesión minera.

## Llamado a la calma
El ministro del Interior de Evo Morales, Alfredo Rada, dijo que la congelación de impuestos “nos parece razonable. Esperamos que esta propuesta no siga siendo recibida con intolerancia y acciones irracionales como las de los mineros esta mañana”.